# 甘三站
甘三站（：／ Gamsam yeok */?）是大邱地鐵2號線沿線的一座地下車站，位於韓國大邱廣域市達西區甘三洞。

## 車站結構
站體為1面2線島式月台的地下車站，候車月台設有月台幕門，並有4處出口。

### 月台配置
| 竹田 ↑   |
| 下 上 \| |
| ↓ 頭流   |

| 月台 | 路線               | 目的地                   |
| ---- | ------------------ | ------------------------ |
| 上行 | ●大邱都市鐵道2號線 | 龍山、啟明大、汶陽方向   |
| 下行 | ●大邱都市鐵道2號線 | 半月堂、泛魚、嶺南大方向 |

## 歷史
- 2005年10月18日：落成啟用。

## 車站周邊
- 仙岩市場
- 韓國水產協會（朝鲜语：수산업협동조합）西大邱支社
- 自來水事業部達西事務所
- 自來水事業部水質檢測中心
- 大邱市教育硏修院
- 西大邱稅務署
- 勤勞福祉公團（朝鲜语：근로복지공단）西大邱支社
- 儂特利大邱甘三店
- 頭流3洞郵局
- 韩亚银行廣場分行
- 西南中學
- 尚書中學、高校
- 源花女子高校
- 景和女子高校
- 大邱科學技術高校
- 大邱慶北養豬協會
- 大邱廣場樂天影城（朝鲜语：롯데시네마）
- 釜山銀行（朝鲜语：부산은행）大邱營業部

## 圖片

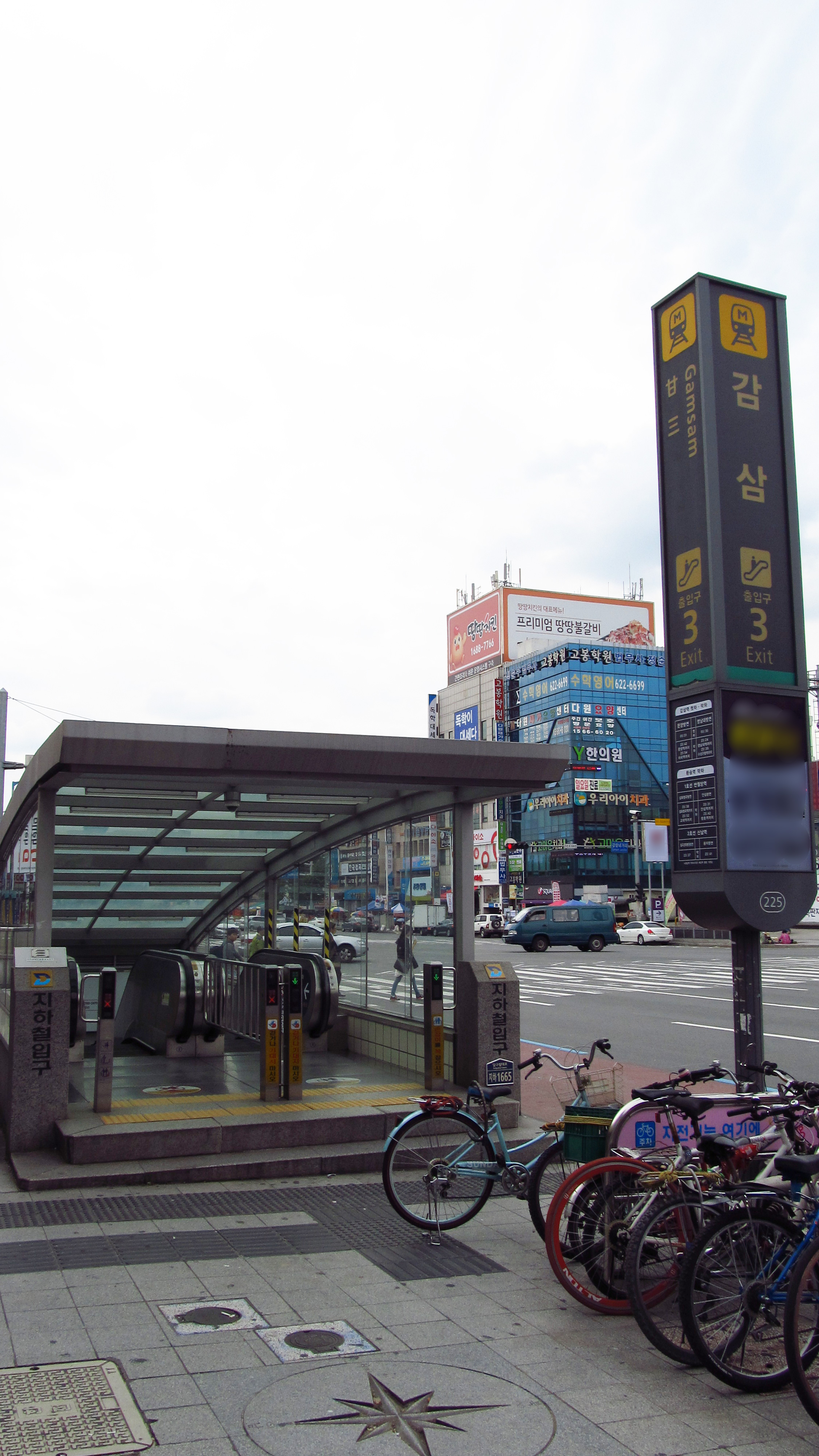
3號出口
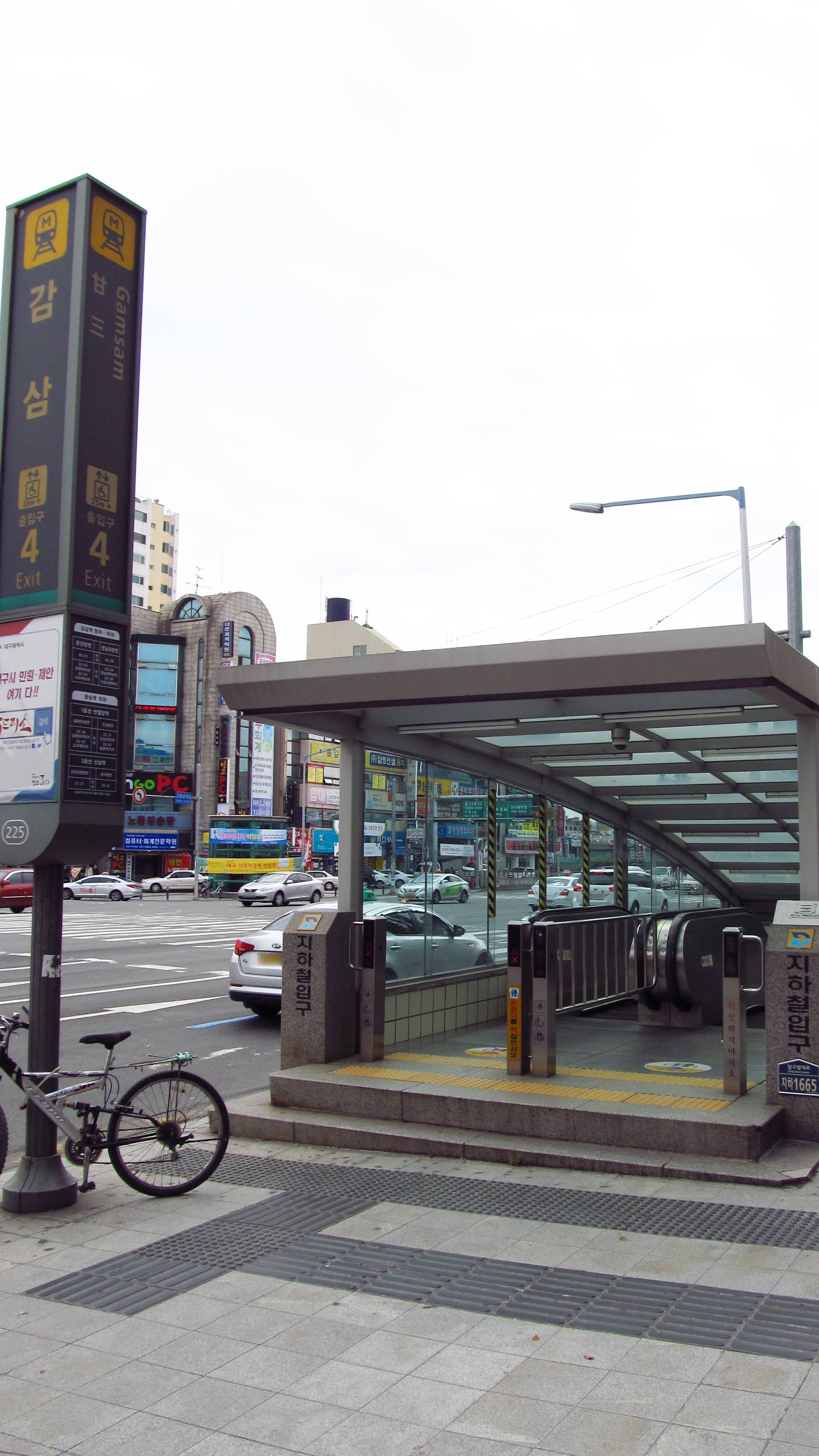
4號出口

## 相鄰車站
大邱都市鐵道公社
●大邱都市鐵道2號線
竹田（224）－甘三（225）－頭流（226）